# کریستن شلدال
کریستن شلدال (انگلیسی: Kristen Skjeldal؛ زادهٔ ۲۷ مهٔ ۱۹۶۷) اسکی‌باز صحرانوردی اهل نروژ بود.